# Andernos-les-Bains
Andernos-les-Bains is een gemeente in het Franse departement Gironde (regio Nouvelle-Aquitaine) en telt 10.059 inwoners (2004), die Andernosiens worden genoemd. De plaats maakt deel uit van het arrondissement Arcachon.

## Geografie
De oppervlakte van Andernos-les-Bains bedraagt 20,0 km², de bevolkingsdichtheid is 503,0 inwoners per km².

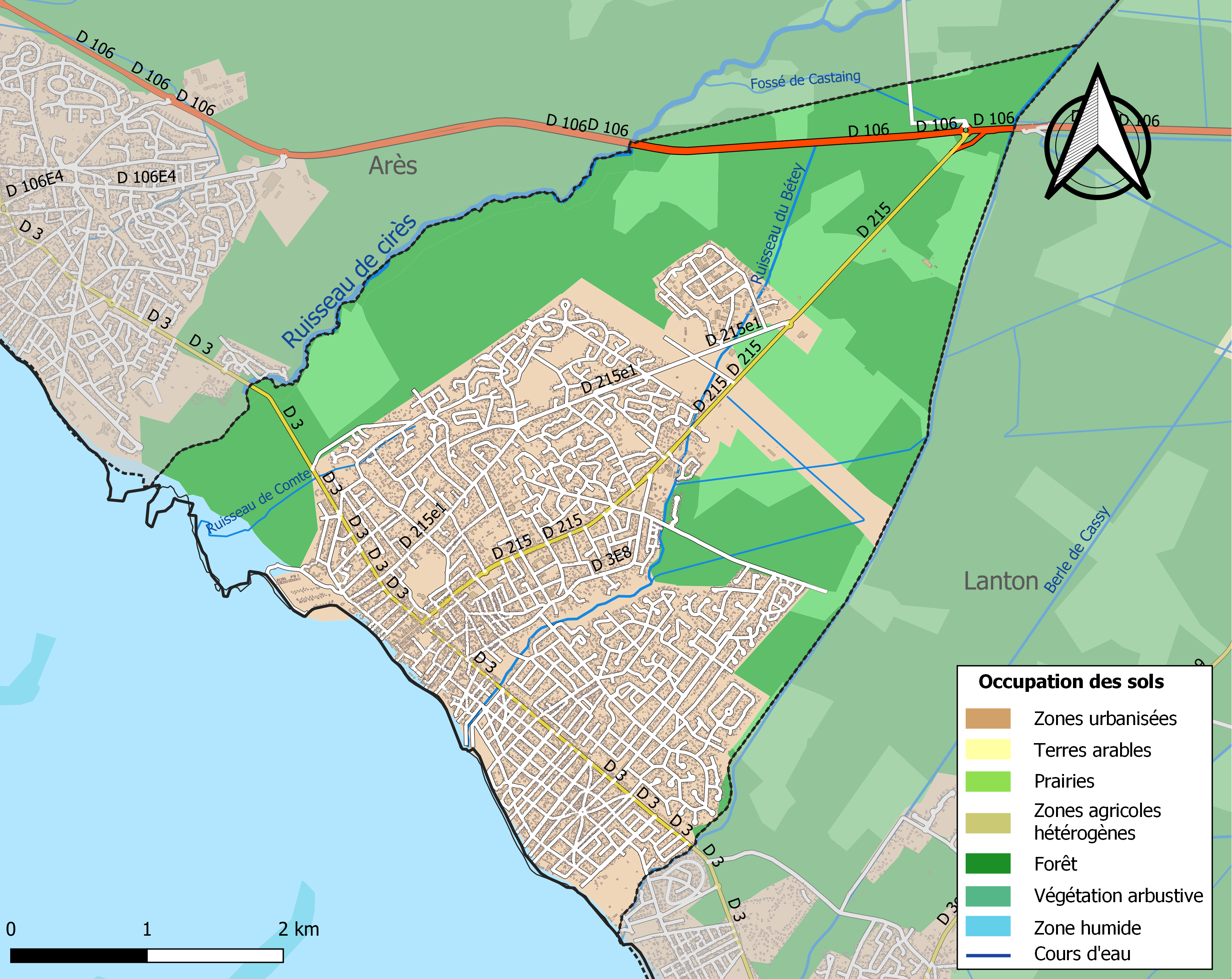
Kaart van de gemeente met de belangrijkste infrastructuur, bodemgebruik en omliggende gemeenten

## Demografie
Onderstaande figuur toont het verloop van het inwonertal (bron: INSEE-tellingen).

## Afbeeldingen

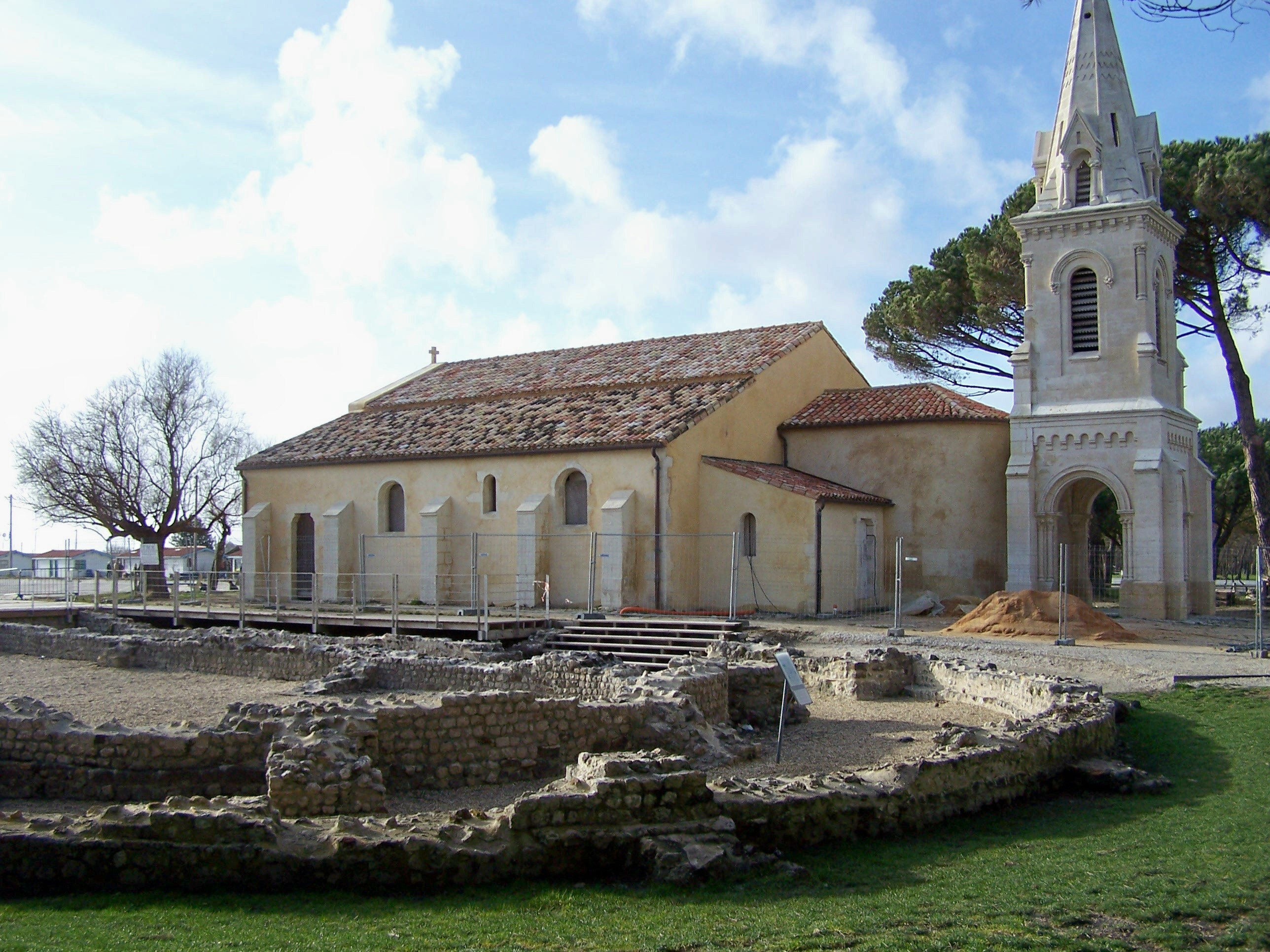
Église Saint-Éloi
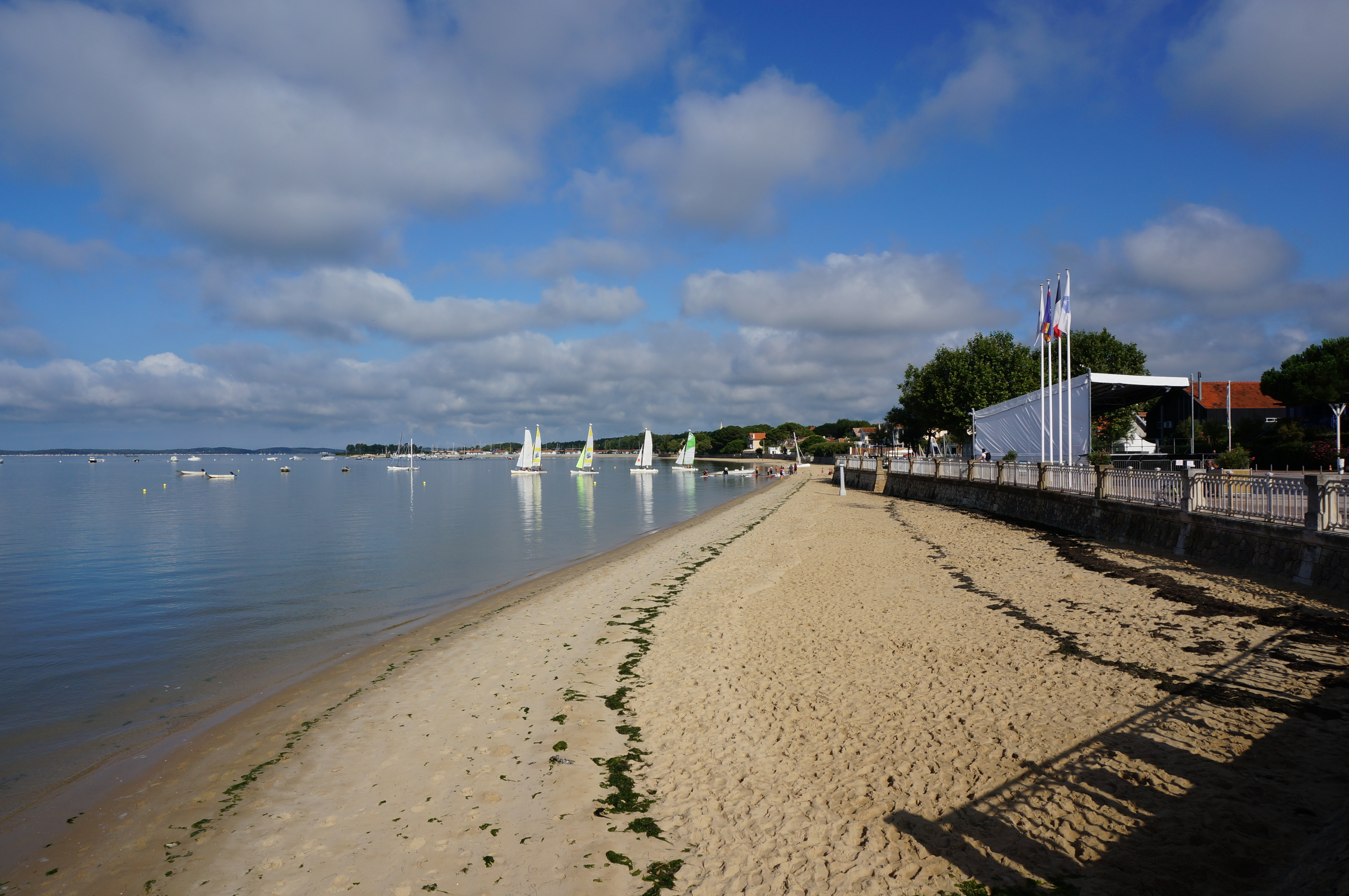
Strand
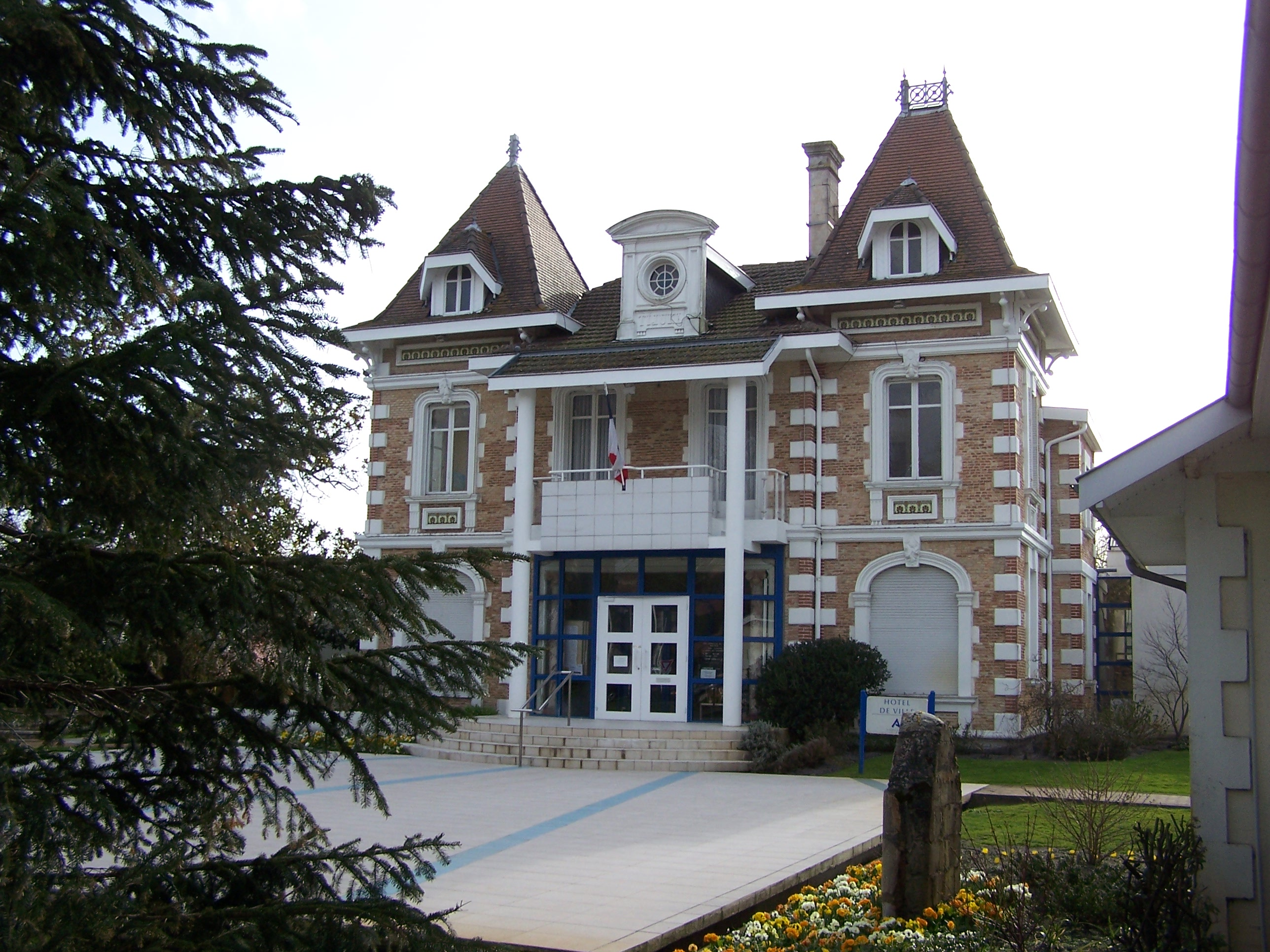
Gemeentehuis